# 22 maggio
Il 22 maggio è il 142º giorno del calendario gregoriano (il 143º negli anni bisestili). Mancano 223 giorni alla fine dell'anno. 

## Eventi
- 1176 – Dei Nizariti, anche noti come Hashshashin o Assassini, tentano di uccidere Saladino nei pressi di Aleppo;
- 1282 – Si concludono i Vespri siciliani, che erano iniziati il 30 marzo;
- 1377 – Papa Gregorio XI pubblica cinque bolle papali denunciando le dottrine del teologo inglese John Wyclif;
- 1455 – Guerra delle due rose, prima battaglia di St Albans: Riccardo, duca di York sconfigge e cattura re Enrico VI d'Inghilterra;
- 1499 – Battaglia della Calva: vittoria decisiva delle Tre Leghe sulle truppe asburgiche;
- 1762 – Svezia e Prussia firmano il Trattato di Amburgo;
- 1807 – Prove sufficienti vengono presentate davanti a un tribunale per incriminare di tradimento il vicepresidente degli Stati Uniti Aaron Burr;
- 1809 – Gli austriaci capeggiati da Carlo d‘Asburgo-Teschen sconfiggono i francesi di Napoleone alla battaglia di Aspern-Essling;
- 1819 – La SS Savannah salpa dal porto di Savannah (Georgia) per il viaggio che la renderà la prima nave a vapore ad attraversare l'Oceano Atlantico; la nave arriverà a Liverpool il 20 giugno;
- 1840 – Viene ufficialmente abolito il trasporto dei detenuti britannici nella colonia penale del Nuovo Galles del Sud;
- 1848 – In Martinica viene abolita ufficialmente la schiavitù;
- 1856 – Episodio della "bastonatura di Charles Sumner": il deputato Preston Smith Brooks della Carolina del Sud ferisce gravemente il senatore Charles Sumner nell'atrio del Senato statunitense a causa di un discorso in cui Sumner aveva attaccato i sudisti che avevano simpatizzato con le violenze pro-schiavitù avvenute in Kansas (Bleeding Kansas), costringendolo a tre anni di riabilitazione in cui non riesce a esercitare attività politica; Brooks diventerà un eroe in tutto il Sud, mentre Sumner verrà celebrato come un martire dal Nord;
- 1863 – Guerra di secessione americana, Assedio di Port Hudson: le forze dell'Unione iniziano l'assedio a Port Hudson (Louisiana), controllata dai Confederati;
- 1872 – Il presidente Ulysses S. Grant converte in legge l'Atto di amnistia del 1872, che restituisce i pieni diritti civili a tutti (piò o meno circa 500) i simpatizzanti degli Stati Confederati d'America;
- 1906 – I Fratelli Wright brevettano il loro aeroplano;
- 1915
  - Disastro ferroviario di Quintinshill: cinque treni si scontrano in Scozia, provocando 227 morti e 246 feriti;
  - Il Picco Lassen scoppia con una forza inaudita; è l'unica montagna a saltare in aria oltre il Monte Sant'Elena negli Stati Uniti d'America durante il XX secolo;
- 1922 – Francis Scott Fitzgerald pubblica per la prima volta il racconto Il curioso caso di Benjamin Button sulla rivista Collier's;
- 1937 – Comincia la costruzione a Roma del quartiere EUR 42, la cui conclusione è prevista nel 1942 in occasione del ventennale della Marcia su Roma, per poter ospitare l'Expo 1942, evento che però non avrà luogo per via dello scoppio della seconda guerra mondiale;
- 1939 – Germania e Italia firmano il Patto d'Acciaio;
- 1942 – Il Messico prende parte alla seconda guerra mondiale a fianco degli Alleati;
- 1947 – Guerra fredda: nel tentativo di combattere la diffusione del comunismo, il presidente Harry S. Truman converte in legge un decreto che verrà chiamato la Dottrina Truman, che ebbe fra i vari effetti l'erogazione di 400 milioni di dollari in aiuti militari ed economici a Turchia e Grecia;
- 1954 – Viene firmata l'Unione nordica dei passaporti fra Danimarca, Fær Øer, Svezia, Norvegia, Finlandia e Islanda;
- 1960 – Un terremoto colpisce il Cile meridionale: si tratta del più forte terremoto mai registrato da strumenti, conosciuto anche come Grande terremoto cileno;
- 1963 – Il Milan diventa campione d'Europa per la prima volta nella sua storia, grazie alla vittoria in rimonta per 2-1 sul Benfica; è anche la prima squadra italiana a conquistare questo titolo;
- 1967
  - I grandi magazzini Innovation nel centro di Bruxelles (Belgio) vanno in fiamme: l'incendio sarà ricordato come il più devastante della storia del Belgio, con almeno 323 fra morti e scomparsi e 150 feriti;
  - Il presidente egiziano Gamal Abd el-Nasser annuncia la chiusura dello Stretto di Tiran;
- 1968 – Il sottomarino nucleare USS Scorpion (SSN-589) affonda a 600 km a sud-ovest delle Azzorre con 99 uomini di equipaggio;
- 1969 – Il modulo lunare dell'Apollo 10 vola a 15400 m dalla superficie della Luna;
- 1972 – Ceylon diventa una repubblica, adottando una nuova costituzione e cambiando il suo nome in Sri Lanka, rimanendo parte del Commonwealth;
- 1978 – Italia: entra in vigore la legge sull'interruzione volontaria della gravidanza (legge n. 194/78 sull'aborto);
- 1980 – Namco distribuisce il videogioco arcade Pac-Man;
- 1987 – In Nuova Zelanda prende il via la prima edizione della Coppa del mondo di rugby;
- 1990
  - Unificazione dello Yemen;
  - Microsoft pubblica il sistema operativo Windows 3.0;
- 1996
  - Debutta nei cinema statunitensi il film Mission: Impossible, ispirato all'omonima serie TV e primo episodio di un fortunata serie;
- 1998 – In Irlanda del Nord, protestanti e cattolici approvano un accordo di pace;
- 2004
  - Sonia Gandhi, vincitrice delle elezioni indiane con il Partito del Congresso, rinuncia all'incarico di primo ministro a favore di Manmohan Singh, perché osteggiata dagli estremisti indù in quanto "straniera";
- 2010
  - Con l'episodio delle "pizze di Laszlo" si ha il primo scambio commerciale documentato tramite Bitcoin, con conseguente formazione del primo storico prezzo di una criptovaluta;
- 2014
  - Colpo di Stato in Thailandia, il 19º tentato nel Paese dopo l'istituzione della monarchia costituzionale nel 1932;
- 2017 – A Manchester, nel Regno Unito, un attentato kamikaze subito dopo il concerto della cantante statunitense Ariana Grande nella Manchester Arena causa 22 vittime, circa 60 feriti e 12 dispersi, tutti giovanissimi; il cantante Morrissey, nato questo stesso giorno del 1959, definirà l'evento «l'11 settembre dell'Inghilterra» e vi si ispirerà per scrivere il brano Bonfire of Teenagers[1], mentre il successivo 4 giugno la stessa Grande organizzerà il concerto-evento di beneficenza One Love Manchester per commemorare le vittime[2].

## Nati
Ci sono circa 1 160 voci su persone nate il 22 maggio; vedi la pagina Nati il 22 maggio per un elenco descrittivo o la categoria Nati il 22 maggio per un indice alfabetico.

## Morti
Ci sono circa 500 voci su persone morte il 22 maggio; vedi la pagina Morti il 22 maggio per un elenco descrittivo o la categoria Morti il 22 maggio per un indice alfabetico.

## Feste e ricorrenze

### Civili
Internazionali:
- Giornata mondiale della biodiversità

Nazionali:
- Sri Lanka – Festa degli eroi nazionali
- Yemen – Festa nazionale

### Religiose
Cristianesimo:
- Santa Rita da Cascia, vedova e religiosa
- Sant'Atto di Pistoia (Attone), vescovo
- Sant'Aureliano, martire
- Sant'Ausonio di Angoulême, vescovo
- San Basilisco, martire
- San Bovo di Voghera, cavaliere
- Santi Casto ed Emilio, martiri
- San Domenico Ngon, martire
- Sant'Elena di Auxerre, vergine
- San Fulgenzio di Otricoli, vescovo
- San Giovanni da Parma, abate
- Santa Giulia di Corsica, martire
- San Lupicino di Verona, vescovo
- San Lupo di Limoges, vescovo
- San Michele Ho Dinh Hy, martire
- Santa Quiteria, vergine e martire
- San Romano di Subiaco, monaco
- Santa Umiltà, badessa vallombrosana
- San Viano (Viviano), eremita
- San Jovan Vladimir, principe, martire
- San Zota (Ioata, Ioathas), martire
- Beati Giacomo Soler e Diego de Baja, mercedari
- Beato Giovanni Forest, francescano, martire
- Beati Giusto Samper e Dionisio Senmartin, mercedari
- Beata Maria Domenica Brun Barbantini, fondatrice delle Suore ministre degli infermi di San Camillo
- Beati Martiri francescani in Giappone
- Beato Mattia da Arima, martire
- Beato Pietro da Cordova, mercedario
- Beati Pietro dell'Assunzione e Giovanni Battista Machado, martiri